# Inositolo 4-metiltransferasi
La inositolo 4-metiltransferasi è un enzima appartenente alla classe delle transferasi, che catalizza la seguente reazione:
S-adenosil-L-metionina + mio-inositolo ⇄ S-adenosil-L-omocisteina + 1D-4-O-metil-mio-inositolo
L'enzima del fagiolo del riso Vigna umbellata (Fabaceae) è altamente specifico per laS-adenosil-L-metionina. Inoltre metila il 1L-1,2,4/3,5-cicloesanopentolo, 2,4,6/3,5-pentaidrossicicloesanone, D,L-2,3,4,6/5-pentacicloesanone e 2,2′-anidro-2-C-idrossimetil-mio-inositolo, ma con basse rese rispetto al mio-inositolo.